# Kerio MailServer
Pour les articles homonymes, voir Kerio.
Kerio MailServer est un serveur de messagerie électronique développé par l'entreprise Kerio Technologies. Kerio est fondée en 1997, et se développe à partir de 2001 grâce à son logiciel Kerio WinRoute, un pare-feu. En 2009, Kerio est présent sur 108 pays et travaille en partenariat avec 4 200 revendeurs.
Kerio MailServer se présente comme un concurrent de Microsoft Exchange Server.